# ۷ مرد ارتشی
۷ مرد ارتشی یا ۷ مرد جنگی (انگلیسی: 7 Man Army) یک فیلم است که در سال ۱۹۷۶ منتشر شد. از بازیگران آن می‌توان به تی لونگ اشاره کرد.